# 박성민 (1996년)
박성민(朴成珉, 1996년 8월 25일~)은 대한민국의 더불어민주당의 정당인이자 청와대 대통령 비서실의 정치인이었다.

## 경력
- 2018.11 ~ 2019.11: 더불어민주당 전국대학생위원회 운영위원
- 2019.05 ~ 2021.05: 용인시 청년정책위원회 공동위원장
- 2019.09 ~ 2020.08: 더불어민주당 청년대변인
- 2020.01 ~ 2020.03: 제21대 국회의원 선거 더불어시민당 비례대표 공천위원회 위원
- 2020.09 ~ 2021.04: 더불어민주당 청년미래연석회의 공동의장
- 2020.08 ~ 2021.04: 더불어민주당 당무위원 겸 청년최고위원
- 더불어민주당 청년TF 단장
- 제19기 민주평화통일자문회의 자문위원
- 2021.04 ~ : 더불어민주당 당무위원
- 2021.06 ~ 2022.05: 대통령비서실 청년비서관
- 2023.12 ~ 2024.03: 제22대 국회의원 선거 경기 용인시 정 더불어민주당 국회의원 예비후보